# Slammerstaden
Slammerstaden är ett naturreservat i Sollefteå kommun i Västernorrlands län.
Området är naturskyddat sedan 2011 och är 51 hektar stort. Reservatet består av tallbevuxna mindre höjdryggar avbrutna av sumpskogar och myrar och med gran i sydväst.